# Rum Mehmed Pascha
Rum Mehmed Pascha (osmanisch روم محمد باشا, auch Rum Muhammad Pascha) war 1466–1470 Großwesir des Osmanischen Reiches unter Sultan Mehmed II. Seine Geburtsdaten sind unbekannt, für das Todesjahr gibt es variierende Angaben zwischen 1470 und 1474.
Mehmed Pascha, dem Beinamen روم / Rūm oder رومی / Rūmī  nach griechischer Herkunft, wurde im Palast erzogen und nahm als zweiter Wesir am Vorgehen Mehmeds 1466 gegen die Karamanoğlu teil. Danach beschuldigte er den amtierenden Großwesir Mahmud Pascha der Nachlässigkeit bei deren Verfolgung und mangelnder Härte bei der Umsiedlung der Bewohner des besiegten Beyliks nach Konstantinopel. Daraufhin wurde dieser vom Sultan abgesetzt und Rum Mehmed Pascha zum Großwesir ernannt. In seine Amtszeit fallen die Feldzüge gegen Albanien und Euböa, an denen Mehmed Pascha aber vermutlich nicht teilnahm. Er war weiterhin mit der Aufgabe der Wiederbevölkerung der Hauptstadt betraut. Dabei wurde ihm zum Vorwurf gemacht, die Mukataa wieder eingeführt zu haben, nachdem vorher freier Grundbesitz die Regel war. In Wahrheit erfolgte diese Maßnahme wohl auf Anordnung des Sultans. Der Geschichtsschreiber Aschikpaschazade wirft ihm auch vor, die respektvolle Behandlung der Religionsgelehrten (Ulema) bei Hof hintertrieben zu haben. 1470 wurde er aus dem Amt entlassen und zum Gouverneur (Vali) der neu eroberten Provinz Konya. Nach einer Niederlage gegen den Stamm der Warsak nahe der Kilikischen Pforte wurde er hingerichtet. Für das Datum seines Todes geben Şehabeddin Tekindağ und Franz Babinger 1470 an, während A. H. de Groot, der sich auf eine Bauinschrift an der Rum-Mehmed-Pascha-Moschee beruft, 1472 angibt. Mehmed Süreyya und Halil İnalcık nehmen 1474 als Sterbejahr an. Auch die Gründe für seine Entlassung und Hinrichtung sind umstritten.
Rum Mehmed Pascha ließ in Ankara die Karawanserei Kurşunlu Han errichten, in der heute Teile des Museums für anatolische Zivilisationen untergebracht sind. Er ist in der in seinem Auftrag gebauten Rum-Mehmed-Pascha-Moschee im Istanbuler Stadtteil Üsküdar begraben.